# Batalha de Marje Ardabil

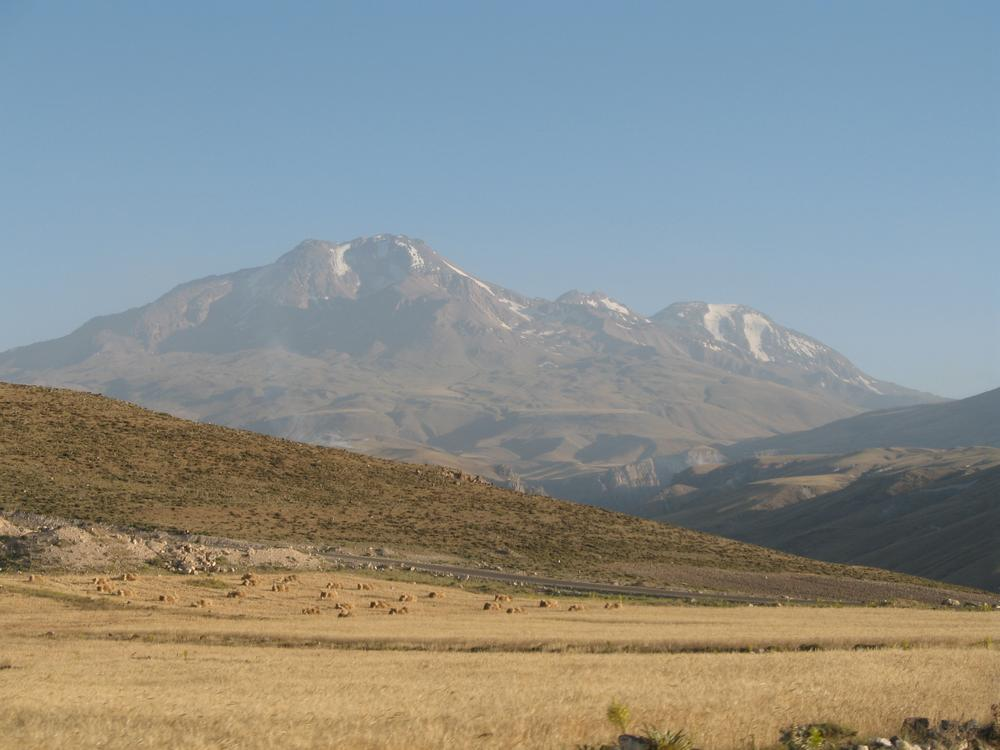

A Batalha de Marje Ardabil ou Batalha de Ardabil foi uma batalha travada nas planícies que cercam a cidade de Ardabil, no noroeste do Irã, em 730. Um exército cazar liderado por Barjique, filho do grão-cã cazar, invadiu as províncias omíadas de Jibal e o Azerbaijão iraniano em retaliação aos ataques do Califado Omíada contra a Cazária durante o curso da Guerra Cazar-Árabe do início do século VIII.
A expedição de Barjique ao norte do Irã (e mais tarde ao Curdistão e norte da Mesopotâmia) pode ter sido uma tentativa de estabelecer o domínio cazar ao sul das montanhas do Cáucaso. Uma força em menor número, liderada pelo general omíada Aljarrá ibne Abedalá, enfrentou os cazares por três dias. Finalmente, abandonados por muitos de seus auxiliares maulas, as forças do califa foram dominadas e derrotadas. Durante o curso da batalha, Aljarrá foi morto. O vitorioso Barjique colocou sua cabeça no topo do trono a partir do qual comandou as batalhas de sua campanha no Oriente Médio. De acordo com o historiador Agápio, os árabes sofreram 20 mil baixas e o dobro desse número de capturados, um número que provavelmente inclui a população de Ardabil e os territórios circundantes.